# Waldburg (Württemberg)
Waldburg település Németországban, azon belül Baden-Württembergben. Lakosainak száma 3321 fő (2023. december 31.).

## Népesség
A település népessége az elmúlt években az alábbi módon változott:
| Lakosok száma | 1400 | 1683 | 2019 | 2013 | 2164 | 2229 | 2835 | 3047 | 3097 | 3321 |
|               | 1961 | 1967 | 1974 | 1980 | 1987 | 1993 | 2000 | 2006 | 2013 | 2023 |